# Romanija (vojna vježba)
Romanija je kodni naziv za vojnu vježbu JNA, koju se smatra pripremom za velikosrpsku agresiju, uključujući opsadu Sarajeva. Ime je dobila po planini Romaniji u istočnom dijelu Bosne i Hercegovine, iznad Sarajeva.
Radilo se o ratnom planu S-2, zapadnoj inačici zamišljene potpune (radikalne) agresije na Jugoslaviju, koja je u vrijeme nastanka plana bila geopolitički nemoguća u varijanti u kojoj je predpostavljena. Vježba je sustavno provjeravana godišnjim planom obuke zapovjedništava i postrojbi. Uvježbavana je svake godine u razdoblju od 1986. do 1990. godine.[Gdje?]

## Vanjske poveznice
- National Security and the Future Davor Domazet Lošo: Kako je pripremana agresija na Hrvatsku i Bosnu i Hercegovinu ili preoblikovanje JNA u srpsku imperijalnu silu, zbornik sv. 1, 2001., ISSN 1 333-0934